# 元勋旧址
元勋旧址又称笋岗老围，是一座位于深圳市罗湖区的寨堡式古村围，建于明代早期，是深圳现存最古老的广府式围村，现已列为广东省文物保护单位。

## 概况
元勋旧址建于明代早期，具体时间今已失考。围屋由岭南名贤何真四世孙何云霖所建，屋名“元勋旧址”即为纪念其祖何真之意。
围屋座西北向东南，平面呈长方形，东西长68米、南北宽63.5米，占地面积4000多平方米。围屋外有护寨河与围墙，四周有碉楼，前有门楼，具备完善的防御功能。围内设置有纵巷三条、横巷六条、水井三口，分布有民居160间，围屋后部还建有龙母宫（何氏宗祠）。直至2005年3月政府征收前，围屋内仍有人居住，致使围内建筑遭受翻新破坏。

## 保护
- 1988年7月，深圳市人民政府公布为市级文物保护单位[參 3]
- 2002年7月，广东省人民政府公布为省级文物保护单位[參 3]